# Majdnem tökéletes számok
A számelméletben a majdnem tökéletes számok (esetleg kissé hibás számok vagy legkevésbé hiányos számok) olyan n természetes számok, melyekre n osztóinak összege σ(n) = 2n − 1, tehát n valódi osztóinak összege, s(n) = σ(n) − n, éppen n − 1 (eggyel kevesebb, mint a tökéletes számoké, innen az elnevezés).
Az egyetlen ismert majdnem tökéletes számok 2 nemnegatív kitevőjű hatványai (A000079 sorozat az OEIS-ben). Épp ezért az egyetlen ismert páratlan majdnem tökéletes szám a 20 = 1, és az ismert páros majdnem tökéletes számok mind 2k alakúak, ahol k pozitív egész; nem bizonyított azonban, hogy az összes majdnem tökéletes szám ebbe az alakba írható. Annyit tudni lehet, hogy egy 1-nél nagyobb, páratlan majdnem tökéletes számnak legalább 6 prímtényezővel kellene rendelkeznie.
Ha m páratlan majdnem tökéletes szám, akkor m(2m − 1) Descartes-szám. Továbbá, ha a és b páratlan pozitív egészek, melyekre igaz, hogy {\displaystyle b+3<a<{\sqrt {m/2}}} oly módon, hogy 4m − a és 4m + b is prímszámok, akkor m(4m − a)(4m + b) egy páratlan furcsa szám lenne.

## Fordítás
- Ez a szócikk részben vagy egészben az Almost perfect number című angol Wikipédia-szócikk ezen változatának fordításán alapul.  Az eredeti cikk szerkesztőit annak laptörténete sorolja fel. Ez a jelzés csupán a megfogalmazás eredetét és a szerzői jogokat jelzi, nem szolgál a cikkben szereplő információk forrásmegjelöléseként.